# 페헤이라고기잡이쥐
페헤이라고기잡이쥐(Neusticomys ferreirai)는 비단털쥐과에 속하는 설치류의 일종이다. 브라질 마투그로수주의 저지대 열대 우림 한 곳에서만 발견된다. 일반명과 학명은 18세기 브라질 박물학자 페헤이라(Alexandre Rodrigues Ferreira)의 이름에서 유래했다.